# Marie Lassen
Alexandra Karen Marie Lassen, född den 14 januari 1864, död den 21 juni 1921, var en dansk politiker. Hon var hustru till Vilhelm Lassen.
Efter makens död fortsatte hon hans verksamhet som redaktör och tidningsutgivare och var 1920-21 medlem av Landstinget. Hon utövade särskilt genom sin nära vänskap med Jens Christian Christensen ett stort indirekt inflytande över dansk politik.